# Чосич, Бранимир
Бранимир Чосич (серб. Бранимир Ћосић); 13 ноября 1903, с. Штитар близ Шабаца — 29 января 1934, Белград, Королевство Югославия) — сербский и югославский писатель

 и журналист. 

## Биография
Родился в семье сельских учителей.
Изучал право и историю литературы и искусства в университетах Белграда, Лозанны, Парижа. Из-за болезни,
некоторое время провёл в санатории в Швейцарии, но финансовые трудности не позволили ему получить постоянное лечение. Вернувшись в Сербию, стал работать корректором в отделе культуры белградской «Правды»; сотрудничал почти со всеми белградскими газетами.
За свою жизнь Чосич опубликовал три книги рассказов и три романа, а также сборник интервью с выдающимися писателями своего времени.
Приобрели известность сборники: «Рассказы о Бошковиче» (1924), «Египтянка и другие рассказы» (1927), «Как протекшие воды» (1933). В ранних рассказах и первых романах «Шабаш» (1925), «Два царства» (1928) писатель опирался на традиции сербского реализма, одновременно решая моральную проблематику в духе идеалистической этики. 
В начале 1930-х гг. под влиянием прогрессивного литературного течения «социальная литература» занял позиции острокритического отношения к буржуазному обществу, о чём свидетельствует роман «Скошенное поле» (1934, рус. пер. 1957) ‒ одно из лучших произведениях сербской прозы в период между двумя мировыми войнами.
Умер от туберкулёза.
После его смерти в 1934 году библиотека Бранимира Чосича была передана родственниками в университетскую библиотеку «Светозар Маркович» в Белграде. Собрание содержало около 1300 томов, книги по отечественной и зарубежной литературе. Большую часть из них составляли книги по литературе, литературоведению, истории, истории культуры, экономике, социологии, этнологии и др.